# Keila
För andra betydelser, se Keila (olika betydelser).
Keila (tyska: Kegel) är en stad i landskapet Harjumaa i Estland. Den utgör en egen stadskommun (estniska: linn). Den är belägen 24 km sydväst om huvudstaden Tallinn och vid den drygt 110 km långa Keilaån. Antalet invånare är 9 695.
Den hade stadsrättigheter sedan slutet av medeltiden, årtal okänt, men förlorade dem och återfick dem sedan 1938. 

## Geografi och klimat
Keila ligger 41 meter över havet och terrängen runt staden är mycket platt. Runt Keila är det glesbefolkat, med 16 invånare per kvadratkilometer. Keila är det största samhället i trakten. I omgivningarna runt Keila växer i huvudsak blandskog.
Inlandsklimat råder i trakten.[källa behövs] Årsmedeltemperaturen i trakten är 3 °C. Den varmaste månaden är juli, då medeltemperaturen är 17 °C, och den kallaste är januari, med −12 °C.

## Galleri

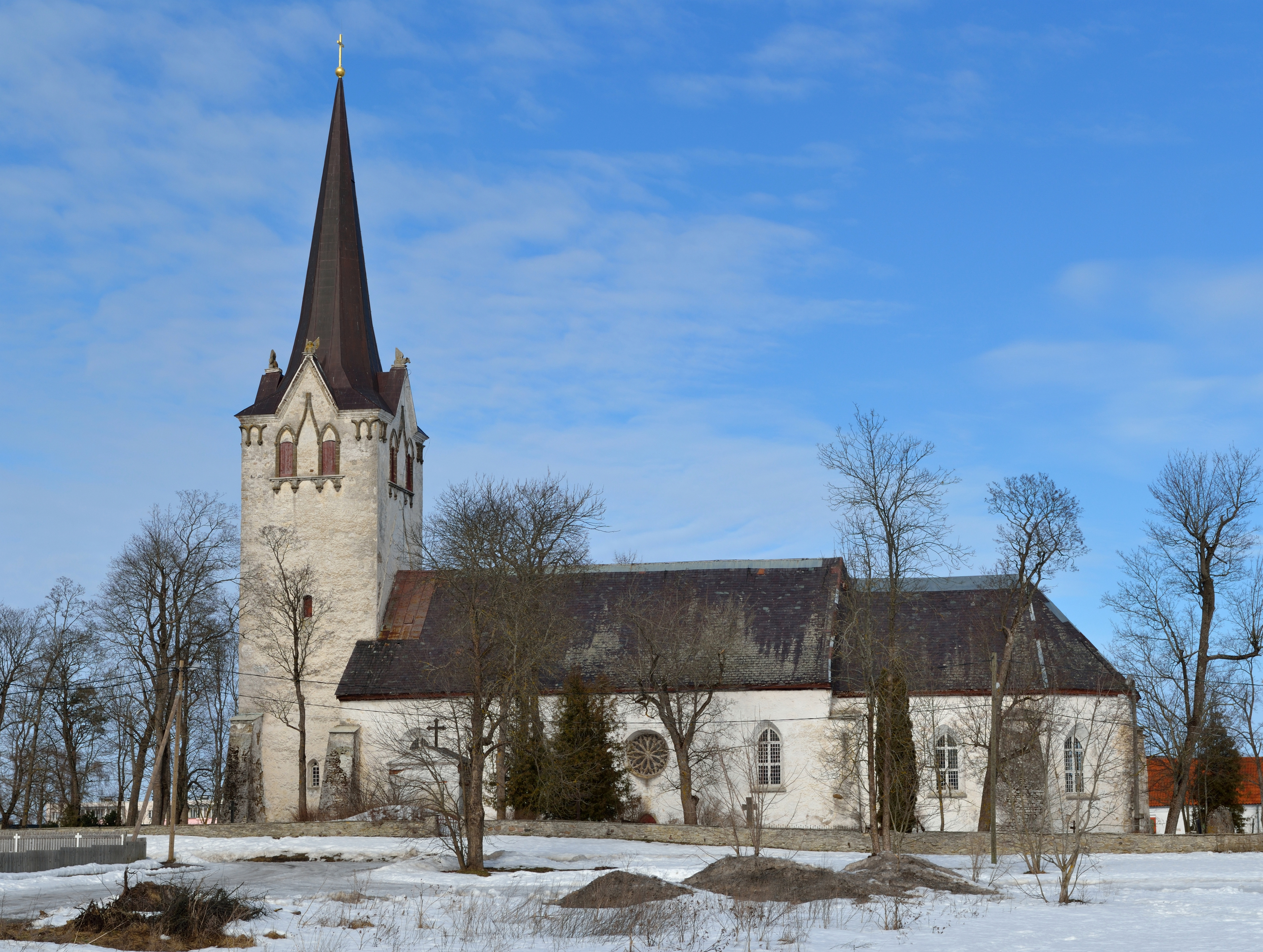
Keila kyrka.
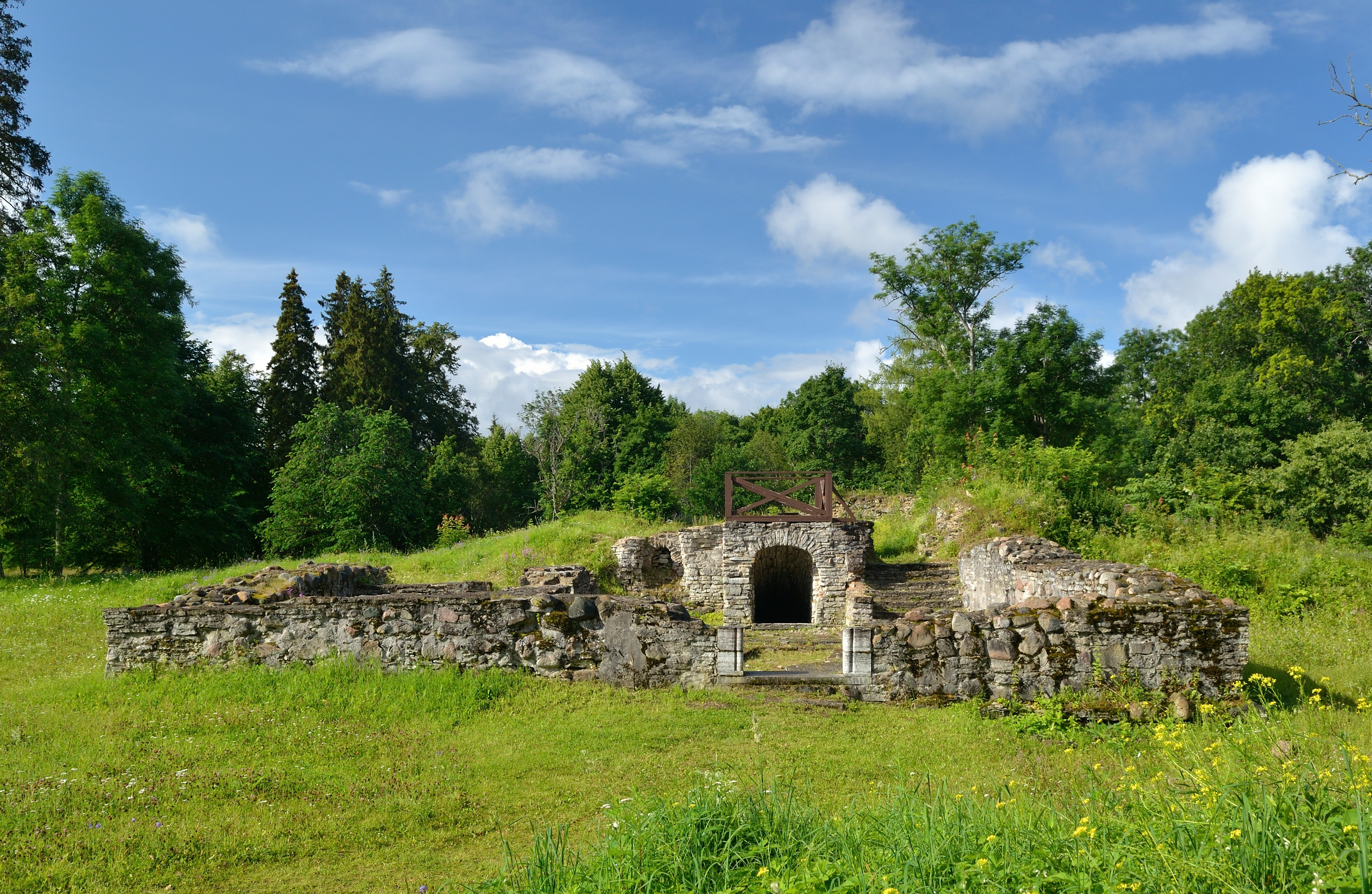
Keila borgruin.
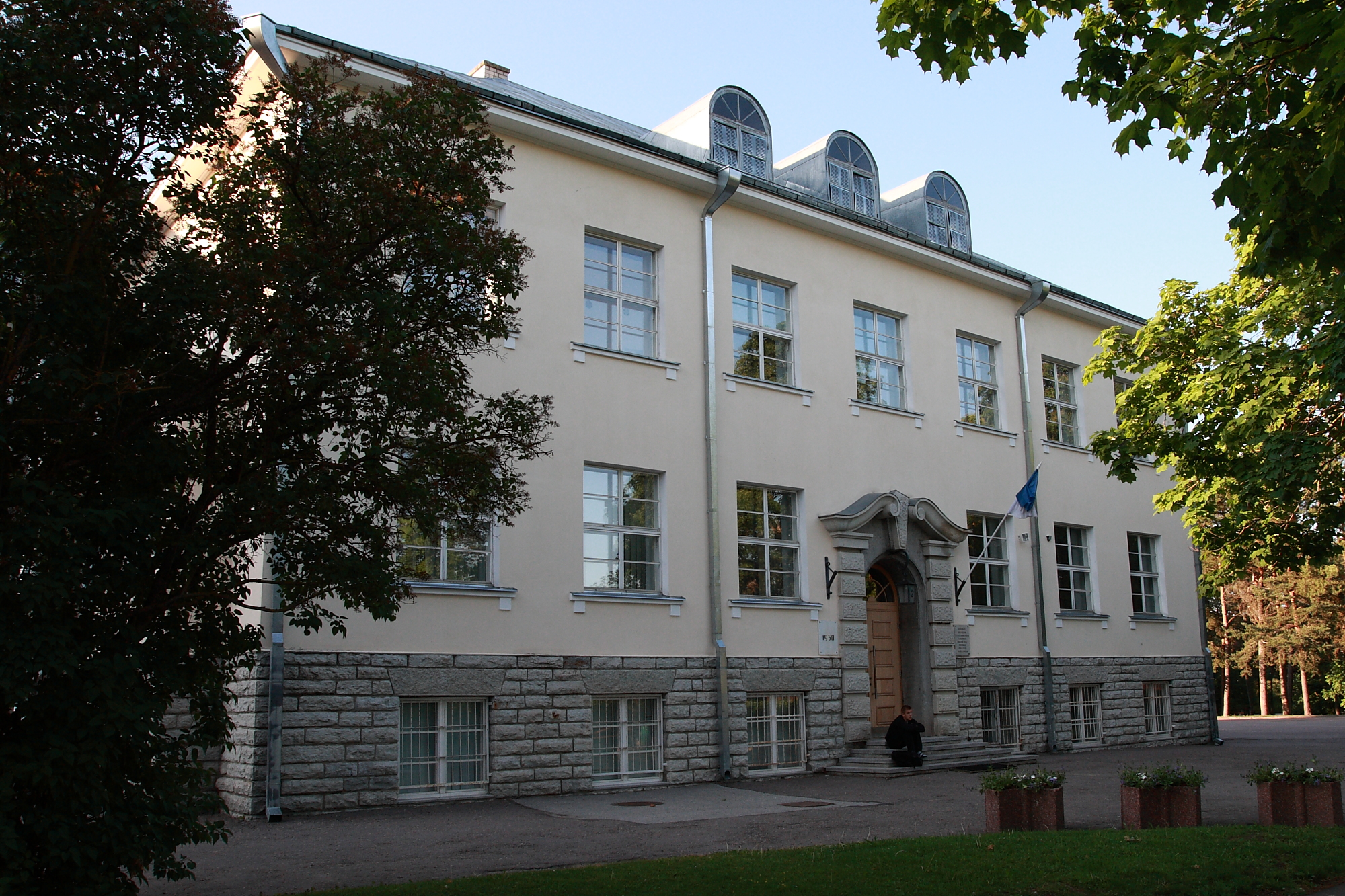
Grundskola i Keila.

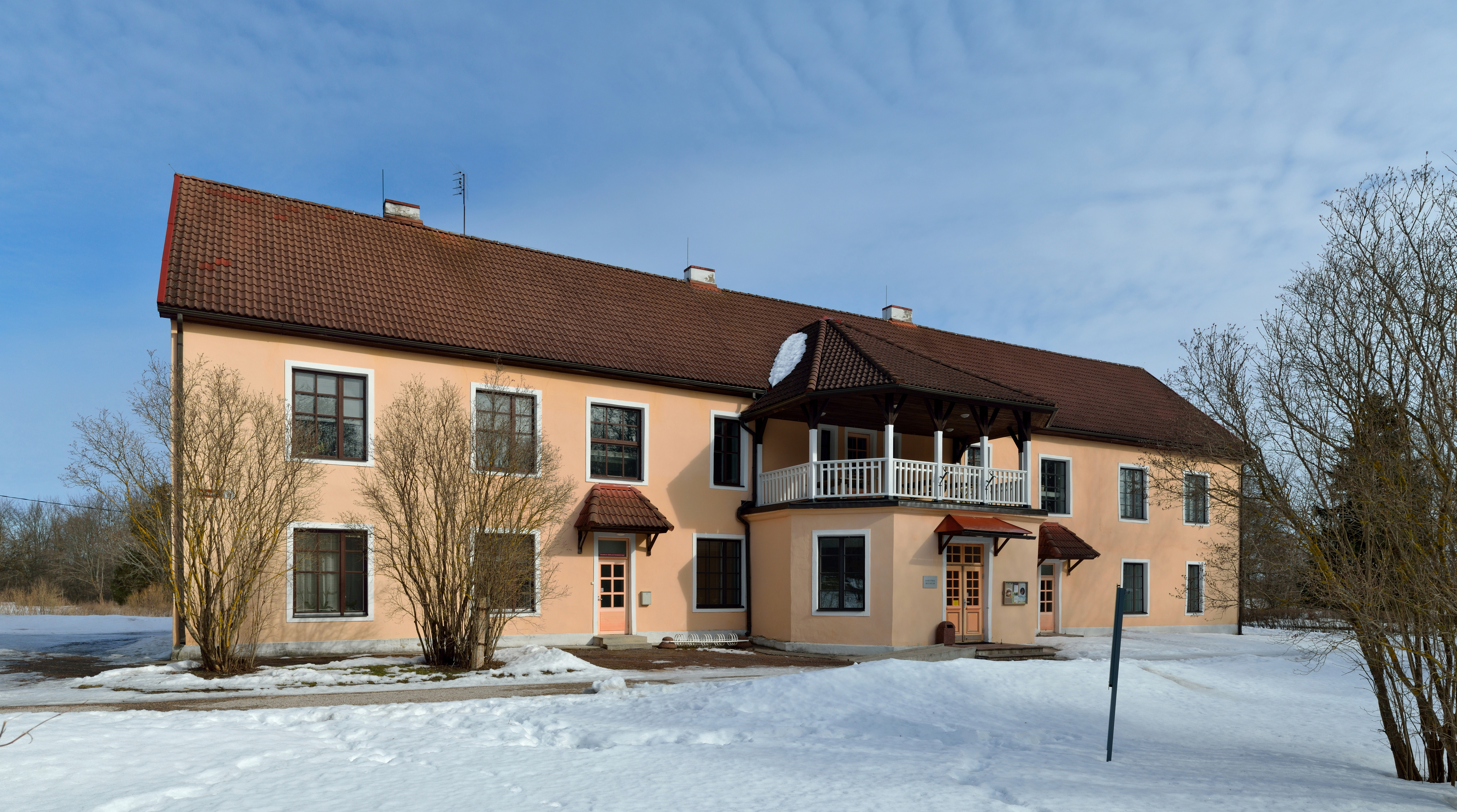
Keila herrgård.
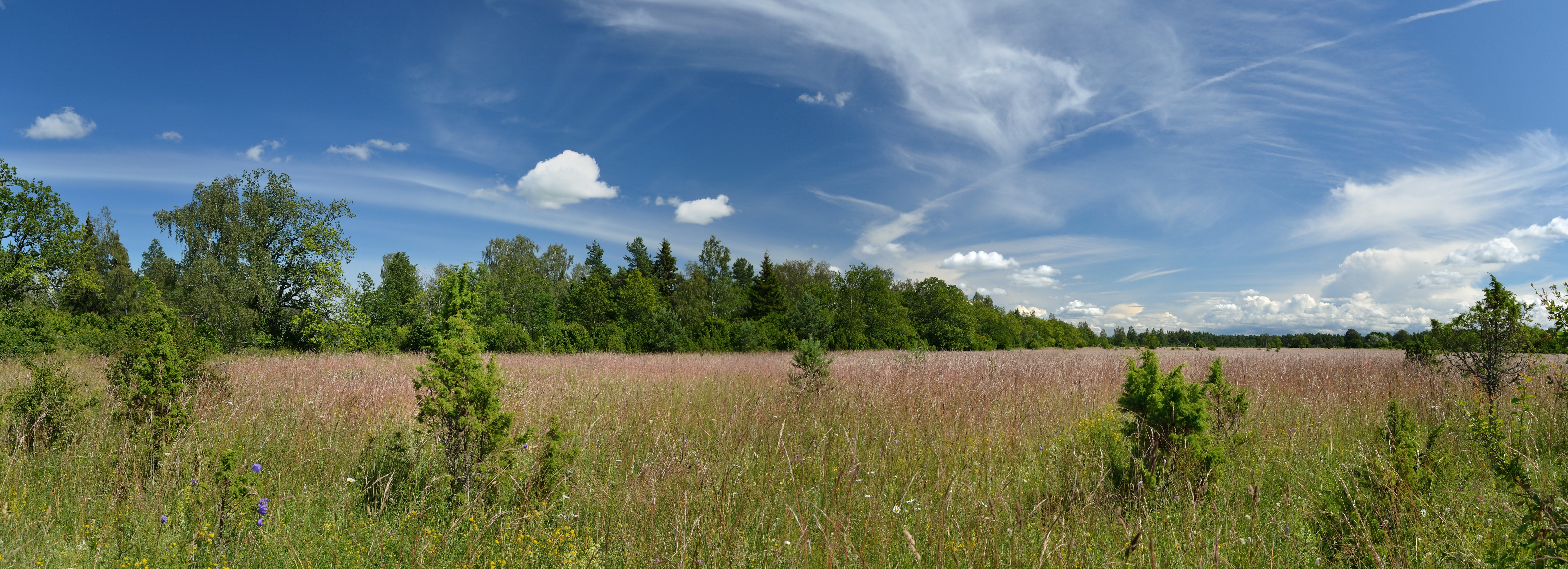
Alvar i Keila.
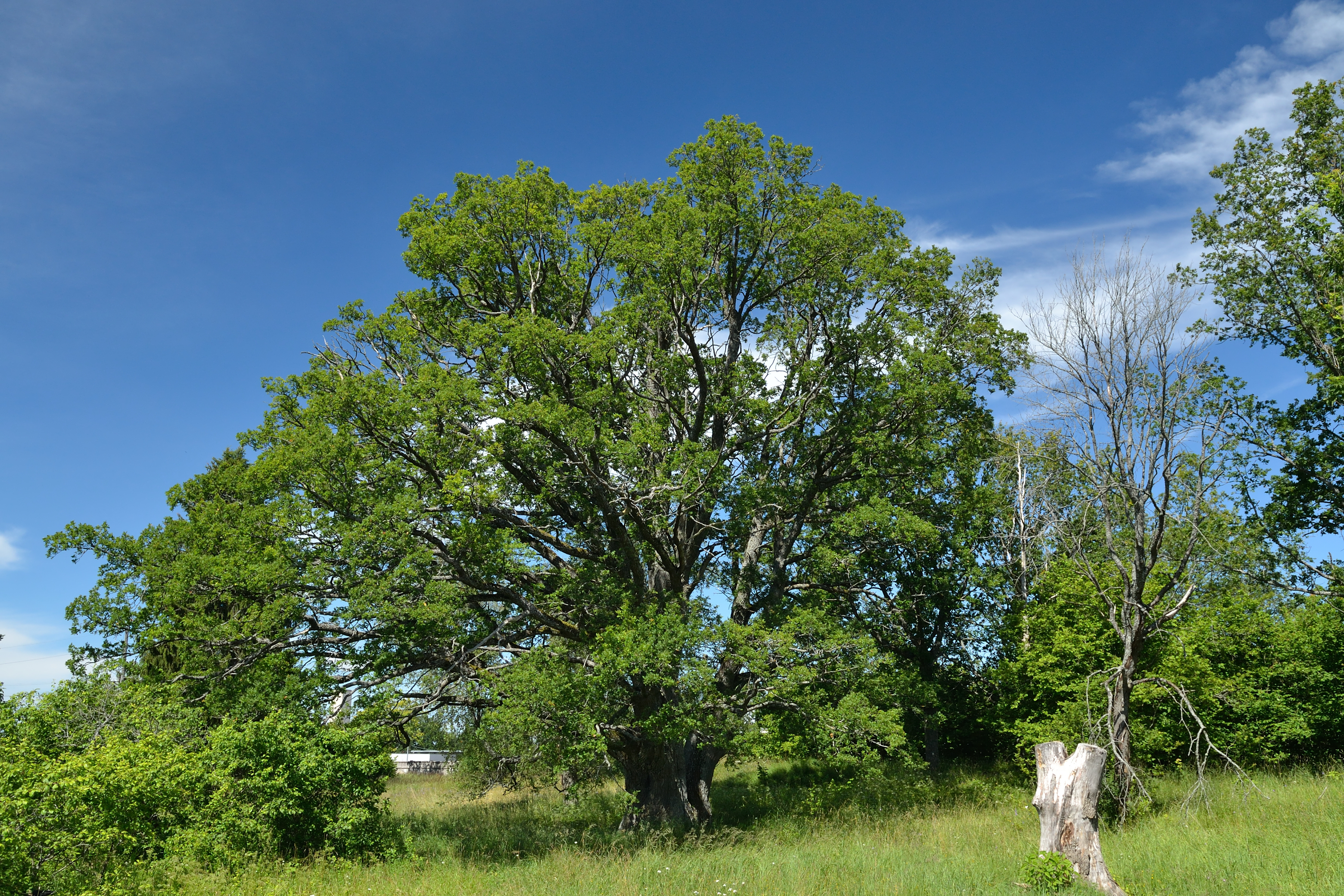
Liivaaugu-eken som är över 300 år gammal.